# Elmer's Fine Foods
Elmer's Fine Foods o solamente Elmer's es una empresa de preparación de comida tipo snack con sede en Nueva Orleans, Luisiana (Estados Unidos). Establecida en 1946, como una filial de Elmer Candy Corporation, la compañía fabrica populares productos como CheeWees (una marca de cheese puffs). La mascota de la marca es un ratón con un esmoquin y polainas. Su planta y oficinas se encuentran ubicadas en el noveno distrito, una parte de Nueva Orleans que se inundó en gran medida durante el huracán Katrina. A partir del 26 de diciembre de 2006, las oficinas de Elmer fueron reconstruidas.